# Ellis L. Johnson
Ellis Lane Johnson, né le 26 juillet 1938 à Athens et mort le 20 février 2024,, est professeur émérite et titulaire de la chaire Coca-Cola à la H. Milton Stewart School of Industrial and Systems Engineering du Georgia Institute of Technology à Atlanta, en Géorgie.
En 1988, Johnson est élu membre de l'Académie nationale d'ingénierie des États-Unis pour ses contributions fondamentales à l'optimisation discrète et à la conception de logiciels, et ses applications pratiques aux systèmes de distribution et de fabrication.

## Biographie
Johnson obtient un BA en mathématiques à Georgia Tech et son doctorat en recherche opérationnelle de l'Université de Californie à Berkeley en 1965 sous la direction de George Dantzig.
Dans les années 1950, il est directeur du Bureau de recherche opérationnelle de l'Université Johns-Hopkins. Plus tard, après trois ans à l'Université Yale, Johnson rejoint le centre de recherche IBM TJ Watson à Yorktown Heights, où il fonde et dirige le centre d'optimisation de 1982 à 1990, date à laquelle il est nommé IBM Fellow. En 1980-1981, Johnson enseigne à l'Université de Bonn, en Allemagne, en tant que récipiendaire du Prix de recherche Humboldt.
De 1990 à 1993, Johnson commence à enseigner et à mener des recherches à Georgia Tech, où il cofonde et codirige le centre d'ingénierie logistique avec le professeur George Nemhauser. Il rejoint la faculté Georgia Tech en 1994.
Les sujets de recherche de Johnson en logistique portent sur la planification des équipages et la réparation en temps réel, l'affectation et l'acheminement de la flotte, la planification de la distribution, les problèmes de réseau et l'optimisation combinatoire.